# Храбрият гълъб
„Храбрият гълъб“ (на английски: Valiant) е британско-американски анимационен филм от 2005 г. Действието се развива през 1944 г. и разказва историята на група военни гълъби по време на Втората световна война.

## Синхронен дублаж

### Озвучаващи артисти
| Персонаж       | Английски език | Български език |
| -------------- | -------------- | -------------- |
| Валиант        | Юън Макгрегър  | Деян Ангелов   |
| Бъгси          | Рики Джървейс  | Тодор Георгиев |
| Лофти          | Пип Торънс     | Георги Стоянов |
| Меркюри        | Джон Клийз     | Георги Спасов  |
| Феликс         | Джон Хърт      | Петър Върбанов |
| Сержант Монти  | Джим Броудбент | Николай Пърлев |
| Командир Гътси | Хю Лори        | Христо Бонин   |
| Вон Талон      | Тим Къри       | Георги Тодоров |
| Чарлс де Гърл  | Шарън Хоган    | Елена Бозова   |